# دبیو (آلبوم بیورک)
دبیو (به انگلیسی: Debut) نخستین آلبوم استودیویی بین‌المللی هنرمند ضبط ایسلندی بیورک می‌باشد، که در ژوئیهٔ سال ۱۹۹۳ از سوی وان لیتل ایندین و الکترا رکوردز منتشر گردید. این آلبوم به تهیه‌کنندگی بیورک و نلی هوپر ساخته شده‌است. این اثر نخستین ضبط بیورک  پس از پایان فعالیت د شوگرکیوبز به‌شمار می‌رود. بیورک سبک راک را در این آلبوم کنار گذاشته و به جای آن از مجموعه‌ای متنوع از سبک‌ها بهره برده‌است، از جمله الکترونیک پاپ، موسیقی هاوس، جاز و تریپ هاپ.